# Giovanni di Hildesheim
Giovanni di Hildesheim (Hildesheim, 1310-1320 circa – Marienau, 5 maggio 1375) è stato un monaco cristiano e teologo tedesco, appartenente all'ordine dei Carmelitani, che fu priore dei monasteri di Kassel e Marienau e maestro alla Sorbona.
Tra le sue opere maggiori, figura Liber de trium regum corporibus Coloniam translatis, opera dedicata alla traslazione delle reliquie dei Re Magi a Colonia e tradotta in varie lingue, che contribuì a diffondere in tutto il mondo le principali leggende riguardanti i Magi.

## Biografia
Nato a Hildesheim tra il 1310 e il 1320, frequentò la scuola latina "Andreanum" con il nome di Johannes Corvus.
Sempre in giovane età, entro come monaco nel Monastero di Marienau.
Studiò quindi tra il 1351 e il 1355 ad Avignone presso Petrus Thomasius. e nel 1358 fu nominato lettore della Bibbia all'Università Sorbona di Parigi (1358)
Nel 1361 fu nominato priore del Monastero di Kassel e nel 1364 lettore all'Università di Strasburgo.
Sempre nel 1364, in occasione del duecentesimo anniversario della traslazione delle reliquie dei Re Magi a Colonia, scrisse - per volere dell'allora corepiscopo di Colonia Florentius von Wevelinghoven (che fu poi anche vescovo di Münster e di Utrecht) - l'opera Liber de trium regum corporibus Coloniam translatis.
Morì il 5 maggio 1375 a Marienhau, nei pressi di Hameln.

## Opere (Lista parziale)[1][2]
- Contra Judaeos
- De Antichristo
- Defensorium ordinis de monte Carmelo
- De fontae vitae
- Liber de trium regum corporibus Coloniam translatis (1364)
- Speculum fontis vitae